# Something for the Radio Vol. 21
Something for the Radio Vol. 21 – kolejny album amerykańskiego rapera Big Mike’a i producenta Big Stressa z serii "Something for the Radio". Na okładce można zobaczyć między innymi Lil Wayne’a.

## Lista utworów
1. "We Takinover (Remix)" (DJ Khaled featuring T-Pain, R. Kelly, Young Jeezy & Lil’ Kim)
2. "Go Getter (Remix)" (Young Jeezy featuring Jadakiss & Bun B)
3. "Big Thangs Poppin'" (T.I.)
4. "2 Step (Remix)" (Unk featuring T Pain, Jim Jones & E-40)
5. "Pop, Lock & Drop (Remix)" (Huey featuring T Pain & Bow Wow)
6. "Wipe Me Down" (Boosie featuring Webbie & Fox)
7. "A Bay Bay" (Hurricane Chris)
8. "Party Like A Rockstar" (Da Shop Boyz)
9. "Cake On My Birthday" (Flo Rida)
10. "Coffe Shop" (Yung Joc)
11. "Freaky Girl" (Gucci Mane)
12. "So Crispy" (Kia Shine)
13. "Daydreamin'" (Young Jeezy featuring Keyshia Cole)
14. "Infernational Players" (Ugk featuring Outkast)
15. "Shawty" (Plies featuring T Pain)
16. "Bartender" (T Pain featuring Akon)
17. "Umbrella" (Rihanna featuring Jay-Z)
18. "Make Me Better" (Fabolous featuring Ne-Yo)
19. "Like This" (Kelly Rowland featuring Eve)
20. "Get Me Bodied" (Extended Version) (Beyoncé featuring Swizz Beatz)
21. "Tambourine" (Eve featuring Swizz Beatz)
22. "Sexy Lady" (Young Berg featuring Junior)
23. "Beatufil Girl" (Sean Kingston)
24. "Please Don't Go" (Tank)